# Eid al-Adha

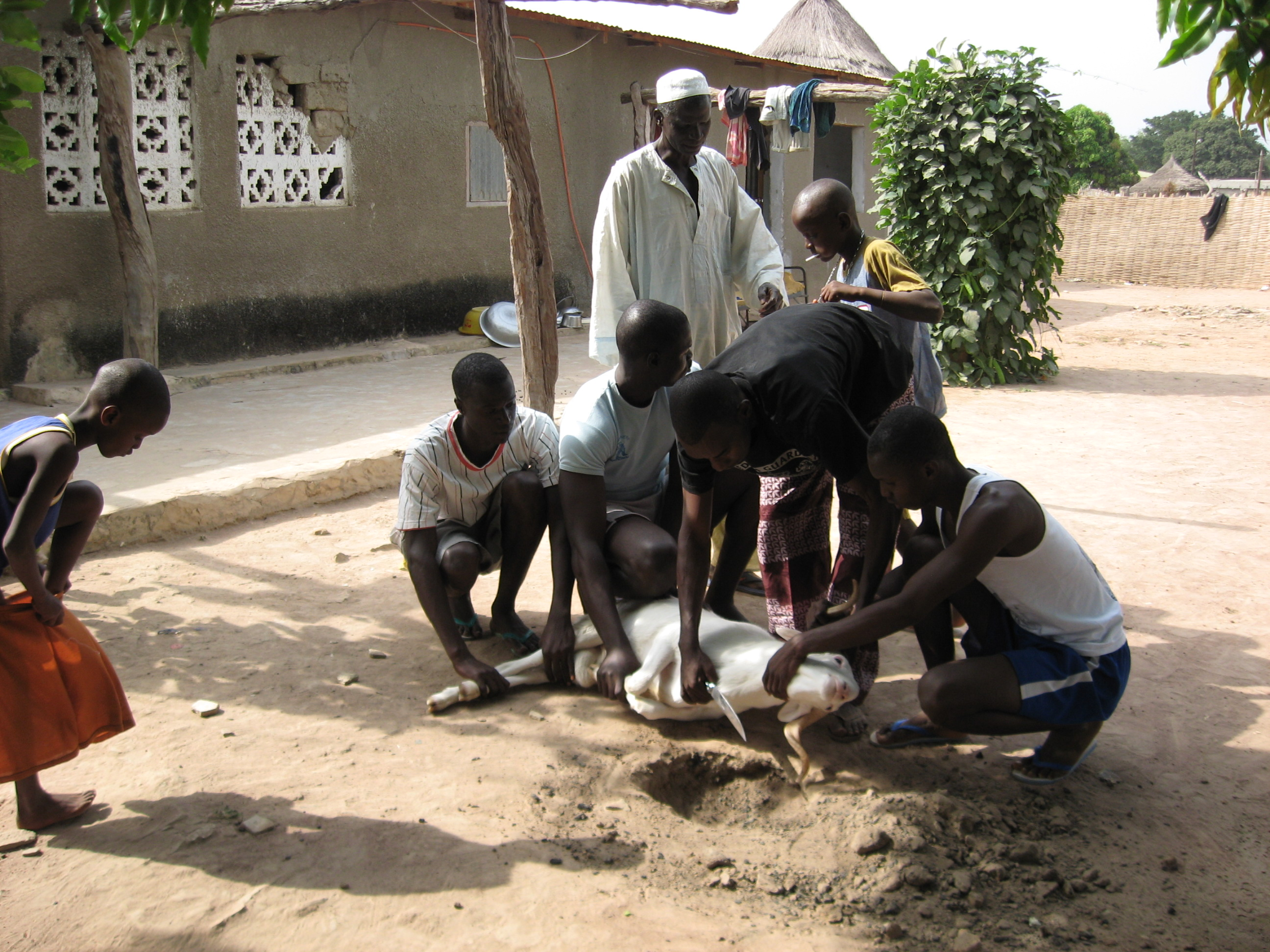
Eid al-Adha în Senegal.

Eid al-Adha sau Aid Al-Adha (arabă عيد الأضحى‎ ʿId al-aḍḥā, turcă Kurban Bayramî, română Sărbătoarea Sacrificiului) este una dintre cele mai importante sărbători musulmane, alături de Sărbătoarea Ruperii Postului (în limba arabă: Eid al-Fitr). Sărbătoarea are loc anual în luna Dhu'l-Hijjah, ultima lună a calendarului islamic și durează patru zile. Ea reprezintă punctul culminant al festivităților legate de Hajj, marele pelerinaj anual organizat la Mecca, Arabia Saudită.
Termenul de Kurban își are originea din limba arabă, de la rădăcina cuvântului Kurb, ce se traduce prin „apropiere”, cuvânt utilizat și pentru animalul ce urmează a fi sacrificat. Un alt nume al sărbătorii este Eid al-Kabir (Sărbătoarea Mare), aflat în opoziție cu Eid al-Fitr numit și Eid al-Saghir (Sărbătoarea mică). 

## Perioada sărbătorii
Pentru stabilirea evenimentelor importante și a sărbătorilor religioase, musulmanii utilizează calendarul islamic, calculat după fazele lunii (calendar lunar) și este cu 10-12 zile mai scurt decât anul din calendarul gregorian. Conform calendarului gregorian, cel islamic începe în anul 622 d.Hr, an denumit Hegira, în care a avut loc emigrarea profetului Muhammad de la Mecca la Medina. De asemenea, referința pentru începutul următoarei zile este chemarea la rugăciunea rituală de seară și nu miezul nopții cum suntem obișnuiți.
Kurban Bayramî se sărbătorește anual, în a douăsprezecea lună islamică (în limba turcă: Zul-Hijjah sau Dhu'l-Hijjah), ziua a zecea și durează patru zile. În anul 2016 d.Hr., ce corespunde cu anul islamic 1437, Kurban Bayramî s-a sărbătorit în data de 12 septembrie.

## Originile sărbătorii
Originile acestei sărbători sunt foarte vechi și comemorează supunerea Profetului Ibrahim (Avraam) în fața lui Allah (Dumnezeu). Conform tradiției islamice, credința lui Avraam a fost pusă la încercare, iar Allah i-a ordonat să-și sacrifice unicul său fiu. De dragul lui Allah, Avraam a fost de acord să-și omoare fiul, dar în momentul în care a vrut să-l înjunghie pe altar, Allah l-a oprit și le-a trimis celor doi un berbec ce a fost sacrificat în locul său. Avraam și-a dovedit astfel credința, supunerea și iubirea față Allah. Acest eveniment este recunoscut și de tradiția iudeo-creștină și este relatat în Biblie, în Geneză capitolul 22, dar și în Coran. Diferența principală constă în faptul că spre deosebire de Biblie unde se spune că Isaac este fiul ce urma să fie sacrificat, în Coran nu se specifică numele fiului lui Avraam. Majoritatea teologilor și învățaților musulmani cred însă că este vorba despre Ismael, fratele mai mare al lui Isaac.

## Tradiții și practici
În prima zi de sărbătoare congregația, formată din bărbați, se adună în moschee pentru a îndeplini împreună prima rugăciune de dimineață, după care urmează rugăciunea specială de Bayram. După finalizarea rugăciunilor aceștia se felicită în moschee și apoi se îndreaptă spre casele lor, moment din care începe oficial sărbătoarea. Toată lumea, îmbrăcată în haine noi își vizitează rudele, în special cele vârstnice. Este un prilej de bucurie, apropiere, iertare și împăcare.
În același timp, după rugăciunea de Bayram, până la apusul celei de-a treia zi de sărbătoare, cei care își permit, sacrifică un animal (Kurban) pe care îl împart cu cei nevoiași, cu rude și vecini.

## Condiții de sacrificare
Animalul sacrificat poate fi doar: oaie, vacă, bivol, capră sau cămilă, depinde de specificul zonei sau a situației financiare a celui care oferă sacrificiul. Vârsta minimă a kurbanului trebuie să fie precum urmează: oaia și capra peste un an, vaca și bivolul peste doi ani, iar cămila peste cinci ani. Animalul legat la ochi se așază pe partea stângă, cu capul îndreptat spre Kabaa și se sacrifică rapid, printr-o singură tăietură, fără a-l face să sufere. Ritualul este precedat de rostirea unor rugăciuni specifice, dintre care cea mai importantă este: ”Bismillah Allahu akbar” (În numele lui Allah, Allah este mare).
Kurbanul se împarte în trei părți din care una rămâne familiei, una se oferă rudelor și cealaltă parte nevoiașilor.

## Calendarul
- 10 mai 1995 (1415)
- 28 aprilie 1996 (1416)
- 18 aprilie 1997 (1417)
- 7 aprilie 1998 (1418)
- 28 martie 1999 (1419)
- 16 martie 2000 (1420)
- 5 martie 2001 (1421)
- 23 februarie 2002 (1422)
- 12 februarie 2003 (1423)
- 1 februarie 2004 (1424)
- 21 ianuarie 2005 (1425)
- 10 ianuarie 2006 (1426)
- 31 decembrie 2006 (1427)
- 20 decembrie 2007 (1428)
- 8 decembrie 2008 (1429)
- 27 noiembrie 2009 (1430)
- 16 noiembrie 2010 (1431)
- 6 noiembrie 2011 (1432)
- 26 octombrie 2012 (1433)
- 15 octombrie 2013 (1434)
- 5 octombrie 2014 (1435)
- 24 septembrie 2015 (1436)
- 12 septembrie 2016 (1437)
- 1 septembrie 2017 (1438)
- 22 august 2018 (1439)
- 11 august 2019 (1440)
- 31 iulie 2020 (1441)
- 20 iulie 2021 (1442)
- 9 iulie 2022 (1443)
- 28 iunie 2023 (1444)
- 17 iunie 2024 (1445)
- 6 iunie 2025 (1446)